# 今治市営渡船
今治市営フェリー（いまばりしえいフェリー）は、愛媛県今治市の今治港と関前地区などを結ぶ市営のフェリーである。今治市交通対策課が運営している。今治市との合併以前、せきぜん渡船は関前村営、さざなみ渡船は吉海町営であった。

## 概要
2005年の新設合併によって今治市となった、関前村と吉海町の公営航路を継承し、運航されている。
せきぜん渡船は、今治港と大下島・小大下島・岡村島を結ぶ航路で、戦後1949年から関前農業協同組合によって定期航路が運航され、1958年には関前村による島間航路も開設された。1963年に初の鋼船「からたち」が就航し、航路の運営は関前村に一本化される一方、同年には並行する大長（大崎下島） - 岡村 - 今治の民営航路にカーフェリーが就航しており、村営船は1978年に初のフェリー「せきぜん」が就航するまで、旅客主体の運営とならざるを得なかった。
2005年に今治市に航路・船舶が継承されるが、前年2004年には並行航路の山陽商船が高速船を廃止、翌2006年にはフェリーも撤退し、以後、旧関前村ではせきぜん渡船が唯一の航路かつ公共交通機関となった。2012年10月1日に航路の再編が行われ、今治と岡村を結ぶ快速船を増便し、新たに大三島の宗方港に寄港するようになった。同時に今治市などの出資する第三セクターの大三島ブルーラインによって、岡村と宗方を結ぶ航路が新設された。岡村島は安芸灘諸島連絡架橋（安芸灘とびしま海道）によって呉市と陸路で連絡されており、しまなみ海道が繋がる大三島と航路が繋がることで、サイクリング等の観光客誘致、経営効率化や利便性向上が期待されている。
さざなみ渡船は大島と津島を連絡する旅客船航路で、1954年から津島農業協同組合によって定期航路が運航されていたが、1964年に吉海町の運営となり、2005年今治市に継承された。民営の津島渡船（今治 - 津島・一日1往復）とともに、離島・津島の公共交通機関として運航されている。2007年度から津島渡船による民間委託運航となり、独自の船舶及び運航要員は配置されていない。

## 航路

### せきぜん渡船
- フェリー（第二せきぜん）
  - 今治 - 大下島 - 小大下島 - 岡村（うち３往復は大下島及び小大下島に寄港）
- 旅客船（とびしま）
  - 今治 - 宗方港（大三島） - 大下島 - 小大下島 - 岡村

### さざなみ渡船
- 旅客船（ニューおおしま2）
  - 津島 - 幸港（大島）

## 船舶

### 就航中の船舶

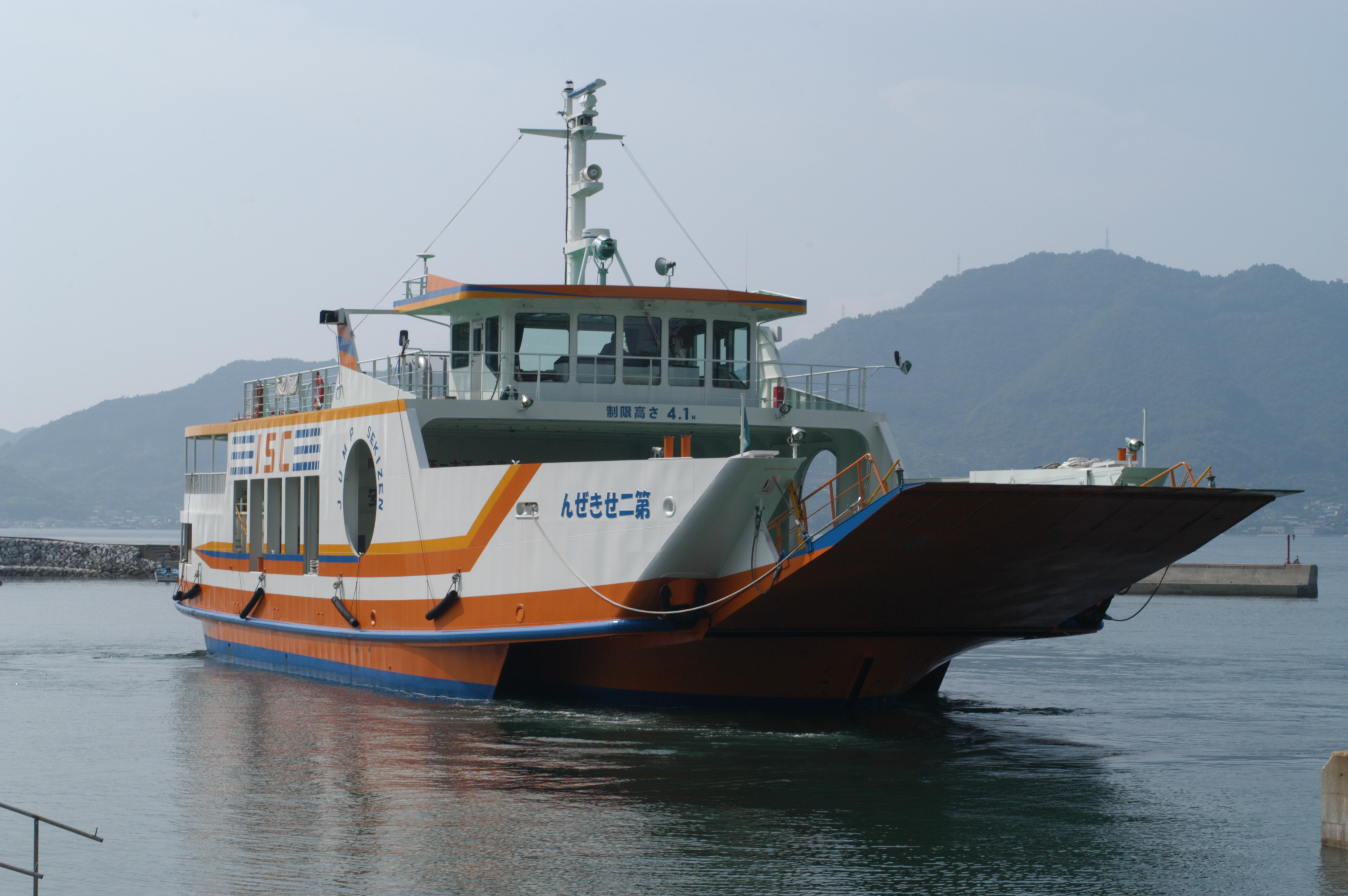
第二せきぜん（小大下港）

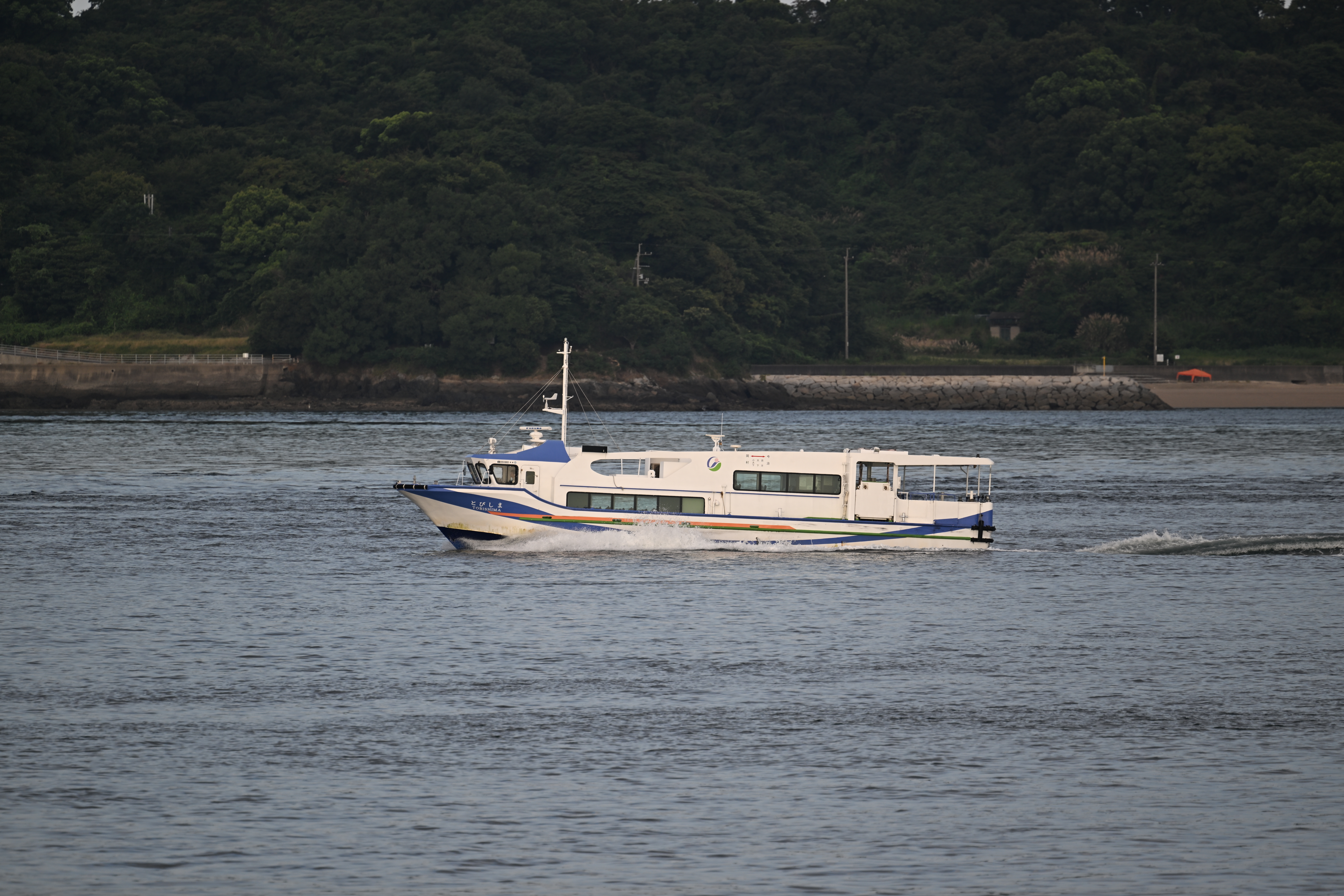
とびしま（来島海峡）

- 第二せきぜん（フェリー）

日本初の三胴型フェリーで、船内はバリアフリー化されている。
2003年4月1日起工、同年6月12日進水、同年6月26日竣工、石田造船建設建造（第678番船）、JG平水。
179総トン、載貨重量68.4トン、全長39.10m、垂線間長29.00m、全幅10.50m、深さ3.00m、計画満載喫水2.10m。
三菱S6R2F-MTK3×1基（出力603kW）、四翼固定ピッチプロペラ×1軸、最大速力12.1ノット（試運転）、航海速力11.5ノット。、
旅客定員135名、乗組員3名、乗用車20台またはトラック6台。
- とびしま（旅客船）

2017年2月1日就航、ツネイシクラフト&ファシリティーズ建造、建造費約1億7,000万円。
19総トン、全長20.4m、旅客定員40名、自転車10台。
- ニューおおしま2（旅客船）[6]

19.0総トン、ディーゼル2基、機関出力700ps、航海速力18ノット、旅客定員80名。
津島渡船による運航。

### 過去の船舶

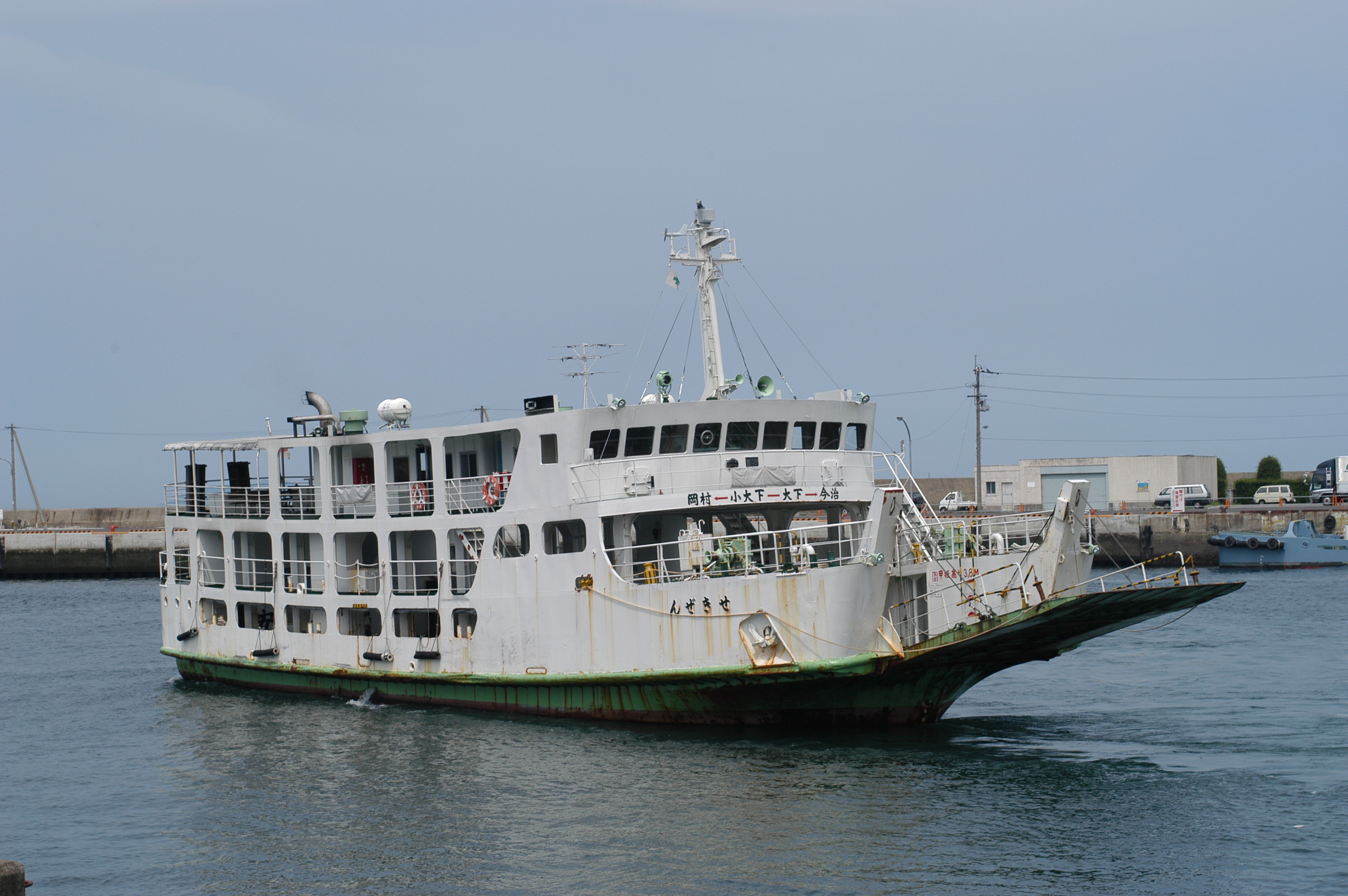
せきぜん（今治港）

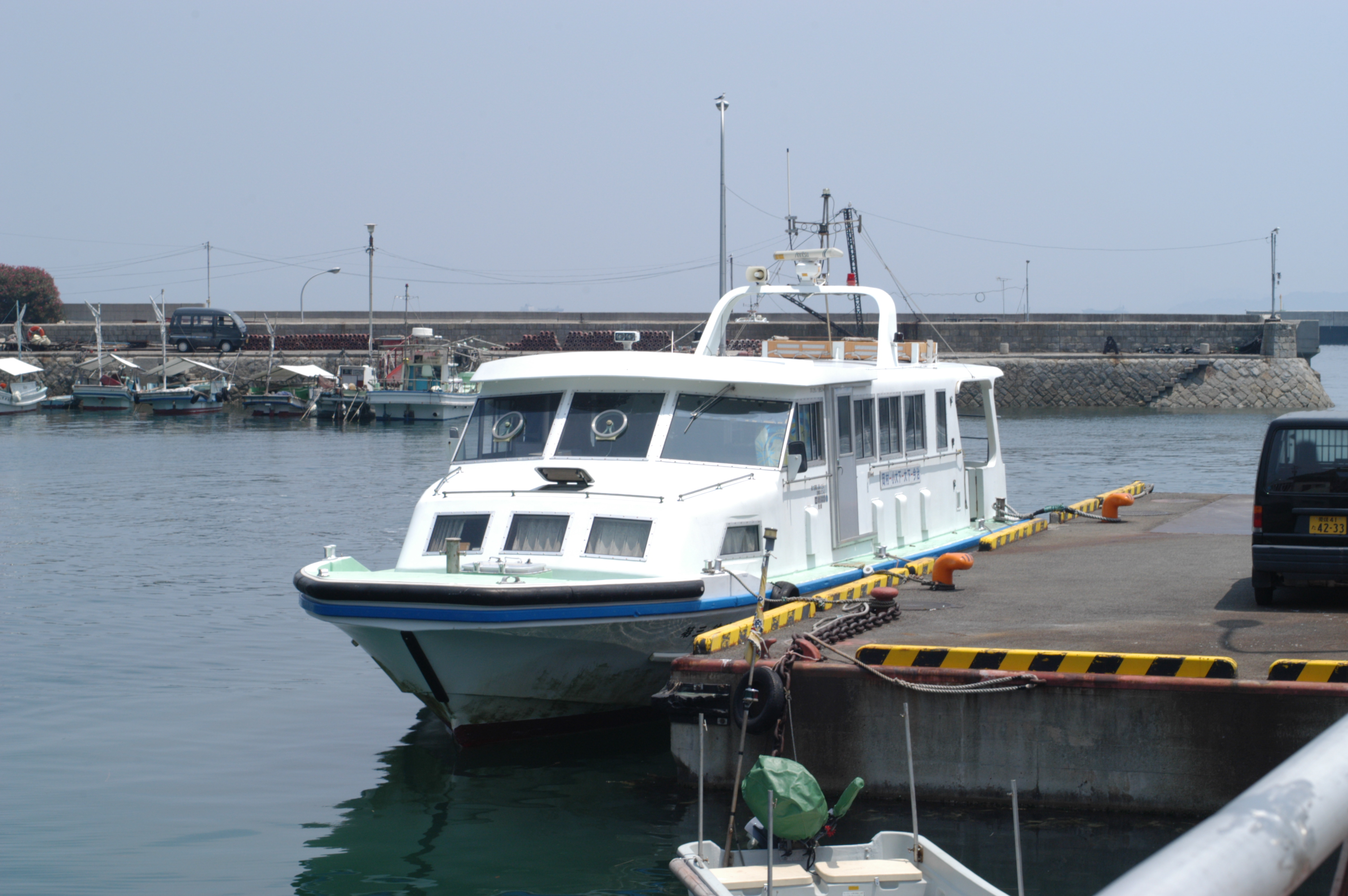
第三徳海（岡村港）

- 組合丸[7]（関前農協・旅客船）

建造年不詳、木造。
15総トン、焼玉機関、機関出力48ps、航海速力7ノット、旅客定員34名。
- 第二組合丸[1]（関前農協・旅客船）

1931年1月進水、木造。
34.92総トン、焼玉機関、機関出力115ps、航海速力8ノット、旅客定員83名。
- 亀山丸[1]（関前村・旅客船）

建造年不詳、木造。
7.99総トン、ディーゼル1基、機関出力25ps、航海速力7ノット、旅客定員30名。
- 徳海[4]（関前村・旅客船）

1959年6月進水、木造。
11.80総トン、ディーゼル1基、機関出力30ps、航海速力7ノット、旅客定員67名。
- からたち[8]（関前農協→関前村・旅客船）

1963年2月16日竣工、松浦鉄工造船所建造。
99.00総トン、全長25.04m、型幅5.00m、型深さ2.30m、ディーゼル1基、機関出力390ps、航海速力10.65ノット、旅客定員183名。
- 第二徳海[9]（関前村・旅客船）

1973年8月1日就航、西造船建造。
33.23総トン、ディーゼル1基、機関出力100ps、航海速力10.0ノット、旅客定員60名。
- せきぜん[10]（関前村・フェリー）

1978年9月竣工、西造船建造、2003年7月20日引退、フィリピンへ売却。
196.53総トン、全長33.00m、型幅8.00m、型深さ3.10m、ディーゼル1基、機関出力750ps、航海速力10.5ノット、旅客定員135名。
- 第三徳海[6]（関前村→今治市・旅客船）

1996年3月1日就航、2017年1月31日引退。
19総トン、ディーゼル2基、機関出力600ps、航海速力20.0ノット、旅客定員40名。
- 栄久丸[11]（津島農協・旅客船）

1954年8月進水。
7.48総トン、ディーゼル1基、機関出力10ps、航海速力5ノット、旅客定員35名。
- さざなみ（初代）[12]（津島農協→吉海町・旅客船）

1963年3月進水、村上秀造船所建造。
31.79総トン、登録長15.42m、型幅3.90m、型深さ1.70m、ディーゼル1基、機関出力45ps、最大速力6ノット、旅客定員88名。
- さざなみ（2代）[13]（吉海町・旅客船）

1977年8月進水、備南船舶工業建造。
18.90総トン、登録長13.7m、型幅3.9m、型深さ1.3m、ディーゼル1基、機関出力80ps、航海速力7.90ノット、旅客定員35名。
- さざなみ（3代）[6] (吉海町→今治市・旅客船)

19総トン、ディーゼル1基、機関出力440ps、航海速力12.3ノット、旅客定員35名。
吉海町から継承され、民間委託までの間運航された。